# Santo Domingo, Chile
Santo Domingo este un oraș din regiunea Valparaíso din Chile. Suprafața totală este de 536 km². În 2002, comuna avea o populație totală de 7.418 locuitori (2002).